# Just a Hero
Just a Hero (estilizado em maiúsculas como JUST A HERO) é o quarto álbum de estúdio da banda japonesa Boøwy, lançado em 1 de março de 1986. A Rolling Stone Japan classificou Just a Hero em 75° lugar na lista dos 100 melhores álbuns japoneses de todos os tempos.
Alcançou o 5° lugar na Oricon Albums Chart e vendeu cerca de 810 mil cópias. Em 2011, Sid fez um cover de "Justy" para o álbum tributo a Tomoyasu Hotei All Time Super Guest.

## Faixas
Todas os títulos são estilizados em maiúsculas.
| Disco A |                                          |         |  |
| N.º     | Título                                   | Duração |  |
| 1.      | "Dancing in the Pleasure Land"           | 4:31    |  |
| 2.      | "Rouge of Gray"                          | 2:52    |  |
| 3.      | "Wagamama Juliet" (わがままジュリエット) | 4:34    |  |
| 4.      | "Plastic Ocean"                          | 3:13    |  |
| 5.      | "Justy"                                  | 3:54    |  |
| 6.      | "Just a Hero"                            | 5:28    |  |

| Disco B        |                                            |         |  |
| N.º            | Título                                     | Duração |  |
| 7.             | "1994 -Label of Complex-"                  | 4:25    |  |
| 8.             | "Visual Vision" (ミス・ミステリー・レディ) | 3:57    |  |
| 9.             | "Blue Vacation"                            | 3:36    |  |
| 10.            | "Like a Child"                             | 4:19    |  |
| 11.            | "Welcome to the Twilight"                  | 6:00    |  |
| Duração total: | Duração total:                             | 46:54   |  |

## Créditos
- Kyosuke Himuro (氷室京介) – vocais principais
- Tomoyasu Hotei (布袋寅泰) – guitarra, teclado, vocais de apoio
- Tsunematsu Matsui (松井恒松) – baixo
- Makoto Takahashi (高橋まこと) – bateria